# Герц, Иван Иванович
Ива́н Ива́нович Герц (19 сентября 1936, село Анталовцы, Подкарпатская Русь, Первая Чехословацкая Республика — 7 апреля 2006, Киев) — украинский государственный деятель, депутат Верховной Рады Украины I созыва (1990—1994), министр внешних экономических связей Украины (1992—1993).

## Биография
Родился 19 сентября 1936 года в селе Анталовцы, в семье крестьян.
В 1951—1955 годах учился в Закарпатском лесотехникуме города Хуст.
В 1955—1960 годах учился во Львовском лесотехническом институте, получив специальность инженер-технолог.
С 1960 года — старший инженер лесокомбината «Осмолода», треста «Прикарпатлес».
С 1963 года — начальник отдела капитального строительства Солотвинского лесокомбината.
С 1965 года — начальник отдела капитального строительства треста «Прикарпатлес» города Ивано-Франковск.
С 1967 года — старший инженер, начальник проектно-эксплуатационного отдела.
С 1968 года — начальник проектно-экспертного отдела управления капитального строительства Минлеспрома УССР.
С 1969 года — начальник управления капитального строительства Минлеспрома УССР.
В 1983 году — генеральный директор объединения «Укрорглестехмонтаж» Минлеспрома СССР.
С 1983 года — главный инженер, генеральный директор лесозаготовительного производственного объединения «Закарпатлес», впоследствии председатель правления арендной ассоциации «Закарпатлес».
В 1990 году был выдвинут кандидатом в Народные депутаты трудовым коллективом.
18 марта 1990 года был избран депутатом Верховной Рады Украины I созыва от Перечинского избирательного округа № 173 (Закарпатская область). Входил в Народную Раду, фракцию Народного Руха Украины, группу «Согласие—Центр». Член Комиссии Верховной Рады Украины по вопросам экономической реформы и управления народным хозяйством.
В 1992—1993 годах — Министр внешних экономических связей Украины в правительстве Кучмы.
С 1994 года — Председатель совета ЗАКБ «Лесбанк».
С 1995 года — сотрудник, заместитель руководителя торгово-экономической миссии Посольства Украины в Словацкой Республике.
После выхода на пенсию жил в Киеве.
Умер 7 апреля 2006 года. Похоронен в Киеве на Байковом кладбище.

## Награды
- Орден «Знак Почёта».
- Орден Дружбы Народов.
- Медаль.